# Nave lateral

Naves laterales (en gris) de una iglesia o catedral.

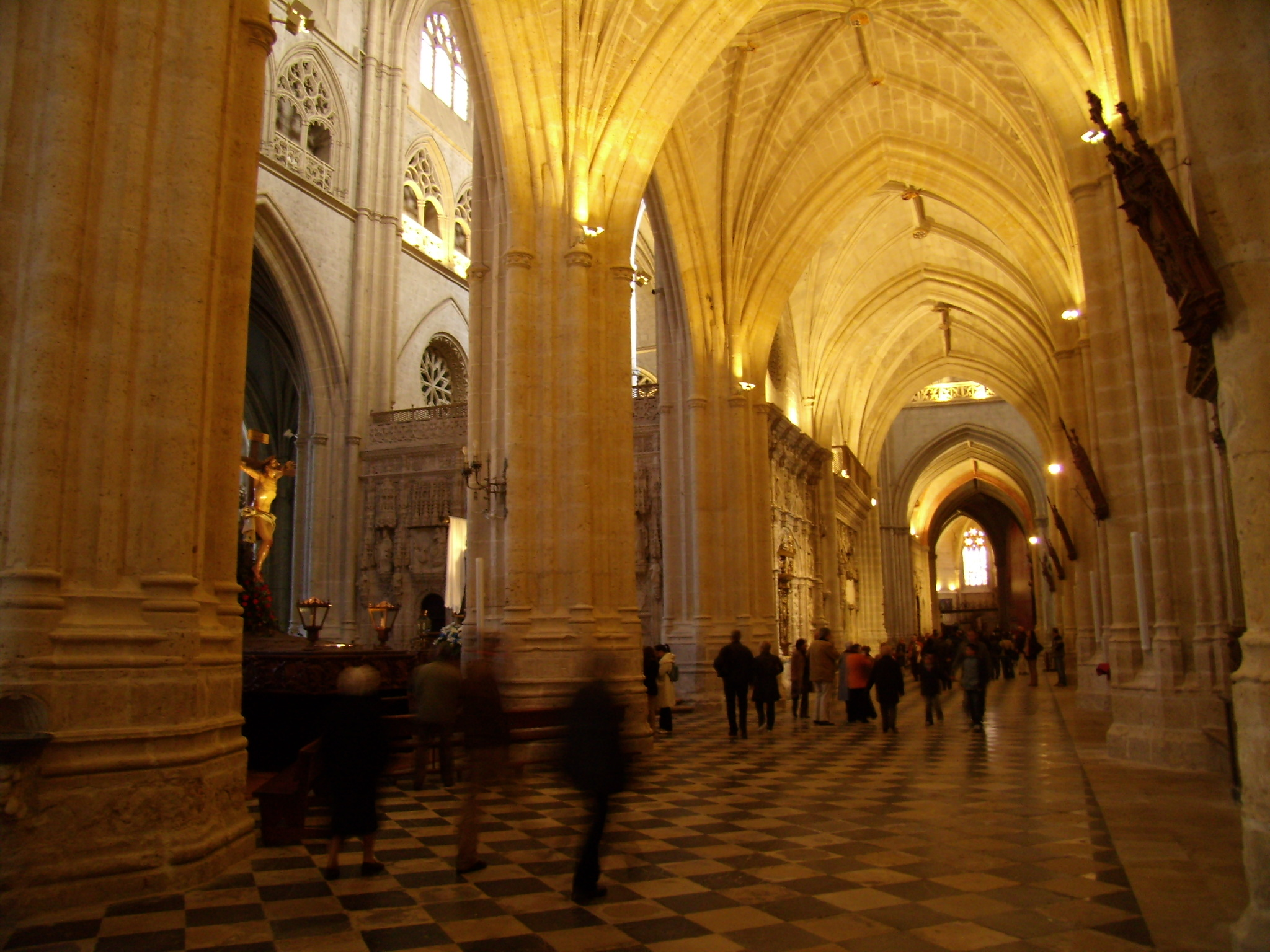
Nave lateral de la Epístola de la Catedral de Palencia, Castilla y León, España.

En arquitectura religiosa, una nave lateral o también llamada nave colateral del latín collateralis, es un espacio delimitado por muros o columnas paralelo a la nave central o principal. Es típica de las catedrales.
Normalmente, las naves laterales son más estrechas y bajas que la central, y su altura puede llegar a ser la mitad de ella. Las naves laterales pueden tener capillas adosadas y arriba, tribunas.
En ocasiones, las naves laterales finalizan en el crucero, y otras, pueden llegar hasta el ábside. Un coro semicircular con naves continuadas a su alrededor, puede dar acceso a una serie de  capillas en la cabecera. En las catedrales puede haber más de una a cada lado de la nave central.
En planta estructural, las naves laterales son interrumpidas por los contrafuertes que, en el exterior, sostienen el empuje de los arcos sustentantes de la nave y por el interior, por los pilares que soportan la nave.

## Arquitecturas románica y gótica
En la arquitectura gótica, las cubiertas de las naves laterales son más bajas que las de la nave central, permitiendo que entre la luz a través de las ventanas del claristorio.
En la arquitectura románica, sin embargo, las cubiertas están a una altura igual o algo menor a las de la nave principal. En Alemania, cuando las iglesias tienen las cubiertas de las naves de igual altura, como en la Catedral de San Esteban de Viena, en la Wiesenkirche de Soest, en la iglesia de San Martín de Landshut y en la Frauenkirche (Iglesia de Nuestra Señora) de Múnich, se las conoce como Hallenkirchen.